# 章克申城 (喬治亞州)
章克申城（英語：Junction City）是一個位於美國喬治亞州塔爾博特縣的城鎮。

## 地理
章克申城的座標為32°36′11″N 84°27′29″W / 32.60306°N 84.45806°W，而該地的平均海拔高度為205米（即673英尺）。

## 人口
根據2010年美國人口普查的數據，章克申城的面積為6.60平方千米，當中陸地面積為6.40平方千米，而水域面積為0.20平方千米。當地共有人口177人，而人口密度為每平方千米27人。